# Amalfi (incrociatore)
L’Amalfi è stato un incrociatore corazzato della Regia Marina.

## Storia
Costato 18.913.092 lire, l’Amalfi fu iscritto nei Quadri del Naviglio Militare con Regio Decreto dell'8 settembre 1907. Sebbene si trattasse, al momento della progettazione, di una buona unità, l’Amalfi entrò in servizio quando l'introduzione della Dreadnought e dell'incrociatore da battaglia lo aveva ormai reso superato. L'unica differenza rilevante tra l’Amalfi ed il capoclasse Pisa era costituita dall'apparato motore: mentre quello dell’Amalfi era una sostanziale replica di quello della corazzata Regina Elena, quello del Pisa riproduceva quello della corazzata Vittorio Emanuele.
La nave ebbe il suo primo impiego bellico durante la guerra italo-turca: combatté nei Dardanelli, in Cirenaica, in Tripolitania e nel Mar Egeo.
Il 24 settembre 1911, pochi giorni prima dello scoppio della guerra, l’Amalfi, inquadrato in una squadra navale (corazzate Roma e Napoli, incrociatori corazzati Giuseppe Garibaldi, Pisa, Francesco Ferruccio e Varese, due squadriglie di cacciatorpediniere); dopo una tappa a Malta per rifornirsi di carbone, il 29 settembre, la formazione fu inviata a bloccare il porto di Tripoli.
Il 2 ottobre il compito di mantenere il blocco navale fu assunto da un'altra squadra navale.
L'indomani Amalfi, Pisa, Vittorio Emanuele, Napoli e Roma, oltre all'incrociatore torpediniere Agordat, bombardarono Tobruk costringendo la città alla resa (il 4 ottobre Tobruk fu occupata da 400 marinai).
Pisa, Amalfi, Napoli ed alcune unità aggiuntesi (l'incrociatore corazzato San Marco, tre cacciatorpediniere e due torpediniere) furono inviate a Derna insieme a numerosi trasporti, e, il 15 ottobre, giunti nelle acque della città, ne imposero la resa; ottenuta risposta negativa, il Pisa bombardò le caserme e le fortificazioni, dopo di che, non essendoci reazione, fu inviata una scialuppa per chiedere nuovamente la resa: quando tuttavia l'imbarcazione fu fatta bersaglio del tiro di fucileria, l’Amalfi e gli altri incrociatori aprirono il fuoco con i pezzi da 190 mm, distruggendo la città nel giro di mezz'ora. Alle due del pomeriggio un primo tentativo di sbarco risultò impossibile a causa del tiro di fucileria; il bombardamento proseguì sino alle quattro del pomeriggio stesso. Causa tuttavia il maltempo, fu solo il 18 che 1500 soldati poterono essere sbarcati e Derna poté essere occupata.
Il 18 ottobre l’Amalfi, la Roma, la Napoli, la Vittorio Emanuele, gli arieti torpedinieri Etruria, Liguria, Piemonte e Lombardia ed un gruppo di siluranti scortarono nove piroscafi carichi di truppe destinate a sbarcare ed occupare Bengasi. L'occupazione, ostacolata dalla numerosa guarnigione turca, poté essere ultimata il 20 ottobre.
Assegnato poi alla I Divisione navale (corazzate Vittorio Emanuele, Roma e Napoli, incrociatori corazzati Pisa, San Marco e Vettor Pisani), l’Amalfi lasciò Taranto il 13 aprile 1912 diretto a Tripoli, ma la squadra fu poi dirottata nell'Egeo, per bombardare la costa turca. Il 17 aprile la I Divisione si unì a Stampalia alla II (corazzate Regina Margherita, Benedetto Brin, Emanuele Filiberto ed Ammiraglio di Saint Bon, incrociatori corazzati Giuseppe Garibaldi, Francesco Ferruccio e Varese) ed alle 6.30 la flotta italiana, con Pisa ed Amalfi in avanguardia, si portò davanti ai Dardanelli per attirarvi fuori la flotta turca. Mentre la formazione si avvicinava allo stretto, le batterie costiere (4 batterie munite di 18 cannoni Krupp con calibri dai 200 ai 280 mm) aprirono il fuoco contro di essa, provocandone la reazione: lo scambio di tiri d'artiglieria, da 8.000 metri di distanza, proseguì per circa due ore. Quando il 19 aprile la formazione italiana lasciò le acque dei Dardanelli per rientrare in Italia, il Pisa, l’Amalfi e varie unità minori rimasero sul posto con il compito di tagliare i cavi telegrafici e distruggere le relative stazioni. Quel giorno stesso, infatti, i due incrociatori, insieme al Ferruccio, alla Brin, alla Filiberto, alla Saint Bon ed alla Regina Margherita, bombardarono le stazioni telegrafiche di Cesme, Aladiez, Kelemmisch e Cividera.
Il 28 aprile 1912 una compagnia da sbarco formata da 250 uomini del Pisa e dell’Amalfi procedette all'occupazione dell'isola di Stampalia. Il 12 maggio l’Amalfi prese parte anche all'occupazione di un'altra isola del Dodecaneso, Patmo.
Conclusasi la guerra, nel giugno 1913 l’Amalfi scortò il panfilo reale Trinacria, con a bordo il re Vittorio Emanuele III e la regina Elena, a Kiel, e quindi, in a Stoccolma.
Nel novembre 1913 l’Amalfi fu visitato a Napoli dall'ammiraglio statunitense Charles J. Badger.

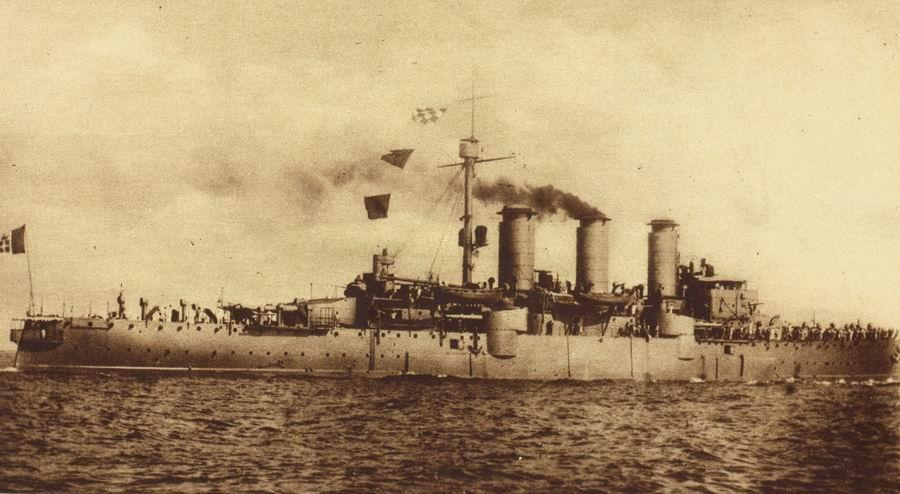
Un’altra foto dellAmalfi

Il 24 maggio 1915, data dell'ingresso dell'Italia nella prima guerra mondiale, l’Amalfi aveva base a Taranto. Comandava la nave il capitano di vascello Giacomo Riaudo.
Il 28 giugno l’Amalfi, il Pisa, il San Giorgio (altro incrociatore corazzato) ed il San Marco furono inviati a Venezia, dove ebbero la loro nuova dislocazione, per poter meglio contrastare eventuali attacchi da parte di unità austroungariche contro le coste dell'Alto Adriatico.
Alle tre di notte del 7 luglio 1915 l’Amalfi salpò da Venezia scortato da due torpediniere (Calipso e Procione) per una crociera di ricognizione, uscì dal canale di Malamocco e diresse per un punto ad una trentina di miglia a levante di Chioggia, dove si sarebbe dovuto incontrare con le squadriglie cacciatorpediniere «Bersagliere» ed «Impavido». Verso le quattro del mattino, a poche miglia dalle ostruzioni, da bordo della nave fu avvistato il periscopio di un sommergibile in avvicinamento: si trattava del sommergibile tedesco UB 14, camuffato da austroungarico U 26 (la Germania infatti, a differenza dell'Impero austro-ungarico, non era ancora ufficialmente in guerra con l'Italia), che aveva già avvistato l'incrociatore e gli aveva lanciato un siluro tipo «G 125» (da 450 mm, con testata di 140 kg): a meno di un minuto dall'avvistamento, infatti, l'arma colpì la nave sul lato sinistro, a circa 40 metri dal dritto di prua, in corrispondenza del locale caldaie centrale, provocando un'alta colonna di fumo e rottami ed un repentino sbandamento di 20°. Dopo aver messo la barra a dritta per limitare o quanto meno rallentare lo sbandamento, e dopo un infruttuoso tentativo di usare le pompe, apparendo ormai evidente che la sorte dell'incrociatore era segnata, fu dato l'ordine di abbandonare la nave: mentre l'equipaggio lo abbandonava in buon ordine (gli ufficiali per ultimi), l’Amalfi si appruò, si capovolse, con le eliche ancora in movimento, e s'inabissò nel giro di dieci minuti, nel punto 45°12' N e 12°53' E. La nave impiegò solo sei minuti a capovolgersi completamente, ed appena quattro per affondare. Il roteare delle eliche ancora in movimento provocò dei feriti tra coloro che abbandonarono la nave, come il direttore di macchina, che fu risucchiato dall'elica destra e perse un braccio, venendo però salvato dall'intervento del medico di bordo, capitano medico Gallina. I naufraghi vennero recuperati dalle torpediniere Calipso e Procione e, nonostante la rapidità dell'affondamento, le perdite furono relativamente limitate: a fronte di 72 tra morti e dispersi fu possibile salvare 682 uomini.
Alcuni cannonieri dell'Amalfi parteciparono volontari alla Terza battaglia dell'Isonzo con alcuni cannoni recuperati dalla nave prima del suo affondamento e riuscendo, il 26 Ottobre, a distruggere l'osservatorio sul Monte San Michele, dando un grande vantaggio strategico all'avanzata della Brigata Catanzaro.
Il relitto dell'incrociatore fu individuato nel 1921: giaceva capovolto su un fondale di 30 metri, con la chiglia a 14 metri dalla superficie, le eliche a 18 ed armamento, fumaioli e sovrastrutture schiacciati sotto il peso dello scafo. A partire dal 1924 il relitto venne in larghissima parte demolito per recuperarne il metallo.
Ritrovato solo nel 1986, a circa 22 miglia da Chioggia, il relitto dell'Amalfi si presenta oggi come una distesa di rottami contorti che affiorano dalla sabbia per non più di un metro
Nel 1917 gli fu dedicata una installazione militare a Cavallino-Treporti, la batteria Amalfi, facente parte del sistema difensivo costiero di Venezia e dei suoi litorali, oggi inserita della rete museale "Via dei forti"